# Ефект Рамзауера
Ефект Рамзауера або ефект Рамзауера-Таунсенда — явище зменшення поперечного перерізу розсіювання електронів атомами інертних газів при малих енергіях, зумовлене дифракцією електронів.
Зменшення перерізу розсіяння відбувається при енергії порядку 1 еВ. Загалом, чим швидший електрон, який налітає на атом, тим менше він розсіюється. Тому, природно очікувати, що зі зменшенням енергії електронів перетин розсіювання зростатиме, як, наприклад, у випадку резерфордівського розсіяння. Таке зростання спостерігається, доки енергія електрона не стає меншою від 2 еВ. Після цього перетин розсіювання падає майже до нуля, що є свідченням хвильової природи електрона.
Ефект відкрили незалежно Карл Рамзауер і Джон Сілі Таунсенд.